# Volleybalvereniging Apollo 8 2018-2019
Questa voce raccoglie le informazioni riguardanti il Volleybalvereniging Apollo 8 nelle competizioni ufficiali della stagione 2018-2019.

## Organigramma societario
Area direttiva
- Presidente: Martin Reesink

Area organizzativa
- Team manager: Roy van den Berg

Area tecnica
- Allenatore: Bart Oosting, Thijs Oosting
- Assistente allenatore: Bastiaan Roelofs
- Scoutman: Bastiaan Roelofs

Area sanitaria
- Fisioterapista: Roderik Möller

## Rosa
| N° | Nome                | Ruolo | Data di nascita   | Nazionalità sportiva |
| -- | ------------------- | ----- | ----------------- | -------------------- |
| 1  | Rinske Hofste       | S     | 24 aprile 1996    | Paesi Bassi          |
| 2  | Bente Olde Rikkert  | S     | 11 novembre 1997  | Paesi Bassi          |
| 3  | Laury Donker        | C     | 1999              | Paesi Bassi          |
| 4  | Emma Bredewoud      | S/O   | 4 novembre 1998   | Paesi Bassi          |
| 5  | Juliët Huisman      | S     | 30 luglio 1999    | Paesi Bassi          |
| 6  | Marlon Stevelink    | P     | 27 luglio 1991    | Paesi Bassi          |
| 7  | Antoinette Posthuma | S     | 1986              | Paesi Bassi          |
| 8  | Lieke Hilgenberg    | L     | 19 dicembre 1998  | Paesi Bassi          |
| 9  | Esther Huls         | O     | 8 luglio 1995     | Paesi Bassi          |
| 10 | Carlijn Koebrugge   | C     | 7 gennaio 1998    | Paesi Bassi          |
| 11 | Ilona ter Avest     | C     | 18 dicembre 1994  | Paesi Bassi          |
| 12 | Manon van 't Rood   | P     | 15 marzo 1991     | Paesi Bassi          |
| 13 | Jeanine Stoeten     | O     | 20 novembre 1991  | Paesi Bassi          |
| 14 | Floor Steenwelle    | L     | 29 settembre 2003 | Paesi Bassi          |
| 15 | Tess Leemreize      | L     | 24 giugno 2004    | Paesi Bassi          |